# Ischiocentra
Ischiocentra es un género de escarabajos longicornios de la subfamilia Lamiinae. Fue descrito por Thomson en 1861.

## Especies
- Ischiocentra clavata Thomson, 1860
- Ischiocentra diringshofeni Lane, 1956
- Ischiocentra disjuncta Martins y Galileo, 1990
- Ischiocentra hebes (Thomson, 1868)
- Ischiocentra insulata (Rodrigues y Mermudes, 2011)
- Ischiocentra monteverdensis Giesbert, 1984
- Ischiocentra punctata Martins y Galileo, 2005
- Ischiocentra quadrisignata Thomson, 1868
- Ischiocentra stockwelli Giesbert, 1984